# 11-11-11
11-11-11  is een Amerikaanse horrorfilm uit 2011 onder regie van Darren Lynn Bousman, die ook het scenario schreef. De productie ging op 1 november 2011 in wereldpremière in Argentinië. 11-11-11 kwam negen dagen later uit in Nederland en op 11 november 2011 in de Verenigde Staten.

## Plot
Een man raakt geobsedeerd door de cijfercombinatie 11-11-11. Het blijkt dat op 11 november 2011 om 11.11 uur een entiteit uit een andere wereld onze wereld zal betreden via de elfde hemelpoort.

## Trivia
- Filmmaatschappij The Asylum bracht eveneens in 2011 de film 11/11/11 uit, een lowbudgetfilm met hetzelfde thema, onder regie van Keith Allan.